# Michael DiPietro
Michael DiPietro, född 9 juni 1999, är en kanadensisk professionell ishockeymålvakt som är kontrakterad till Boston Bruins i National Hockey League (NHL) och spelar för Providence Bruins i American Hockey League (AHL) alternativt Maine Mariners i ECHL.
Han har tidigare spelat för Vancouver Canucks i NHL; Utica Comets och Abbotsford Canucks i AHL samt Windsor Spitfires och Ottawa 67's i Ontario Hockey League (OHL).
DiPietro draftades av Vancouver Canucks i tredje rundan i 2017 års draft som 64:e spelare totalt.